# Junko Hori
Junko Hori (堀 絢子?, Hori Junko; Shenyang, 2 febbraio 1935 – Tokyo, 18 novembre 2024) è stata un'attrice e doppiatrice giapponese, che fu rappresentata da Production Baobab.

## Doppiaggio
- Nino, il mio amico ninja (Nino)
- Carletto il principe dei mostri (Granny Cornacchia)
- Tom & Jerry (Jerry)
- I Simpson (Bart Simpson)